# Каетр
Каетр (фр. Caëstre) насеље је и општина у североисточној Француској у региону Север-Па д Кале, у департману Север која припада префектури Денкерк.
По подацима из 2011. године у општини је живело 1859 становника, а густина насељености је износила 182,25 становника/km². Општина се простире на површини од 10,2 km². Налази се на средњој надморској висини од 38 метара (максималној 62 m, а минималној 24 m).

## Демографија
| 1962. | 1968. | 1975. | 1982. | 1990. | 1999. | 2011. |
| ----- | ----- | ----- | ----- | ----- | ----- | ----- |
| 1.114 | 1.164 | 1.191 | 1.340 | 1.597 | 1.677 | 1.859 |